# Leon Halban
Leon Halban (ur. 23 września 1893 w Krakowie, zm. 3 maja 1960 w Lublinie) – polski historyk prawa, członek zarządu przymusowego organizacji „Caritas” w 1950 roku.

## Życiorys
Pochodził ze zasymilowanej rodziny żydowskiej (dziadek Leon Blumenstock przyjął katolicyzm ok. 1880, rodzice to Alfred Halban i Zofia ze Spasowiczów). Uczęszczał do niemieckiej szkoły powszechnej w Czerniowcach. 1 czerwca 1911 w Prywatnym Gimnazjum im. Adama Mickiewicza we Lwowie otrzymał świadectwo dojrzałości. Absolwent Uniwersytetu Lwowskiego (1916). W międzyczasie studiował w Wiedniu (1914–1915). W 1926 habilitował się na Uniwersytecie Jana Kazimierza we Lwowie i pracował tam w Katedrze Prawa Kościelnego kierowanej do 1936 przez prof. Władysława Abrahama. Od grudnia 1936 roku profesor nadzwyczajny prawa kościelnego na Wydziale Prawa Uniwersytetu Jana Kazimierza we Lwowie i kierownik Katedry Prawa Kościelnego. W czasie okupacji sowieckiej Lwowa działał w konspiracji politycznej i wojskowej, współpracował z konspiracyjnym Stronnictwem Ludowym. W czasie okupacji hitlerowskiej ukrywał się w lwowskim klasztorze Sacré-Coeur i pomimo choroby (zapalenie nerwów ruchowych) prowadził tajne nauczanie na konspiracyjnym UJK. Był poszukiwany przez Niemców z polecenia ministra Rzeszy do spraw okupowanych terytoriów wschodnich Alfreda Rosenberga. Jesienią 1944, po ponownym wkroczeniu Sowietów, opuścił Lwów i przeniósł się do Lublina. Od 1945 profesor Katolickiego Uniwersytetu Lubelskiego (dziekan tamtejszego wydziału prawa), a potem Uniwersytetu Marii Curie-Skłodowskiej w Lublinie. Zajmował się głównie historią prawa kościelnego, napisał też obszerną monografię Religia w Trzeciej Rzeszy (1936), a po wojnie krótkie opracowanie Mistyczne podstawy narodowego socjalizmu (1946), w którym wskazuje na dwojakie korzenie nazizmu jako będącego w opozycji zarówno do katolicyzmu, jak i racjonalizmu. Przed wojną jego prace ukazywały się w poznańskiej Księgarni św. Wojciecha, w Lwowskim Towarzystwie im. Piotra Skargi i w warszawskim wydawnictwie Akcji Katolickiej.
Jego żoną była malarka Eugenia Halban z domu Spirin. W okresie powojennym, po opuszczeniu Lwowa, małżonkowie rozstali się bez formalnego rozwodu. Leon Halban osiadł w Lublinie, Eugenia Halban mieszkała i tworzyła w Krakowie.

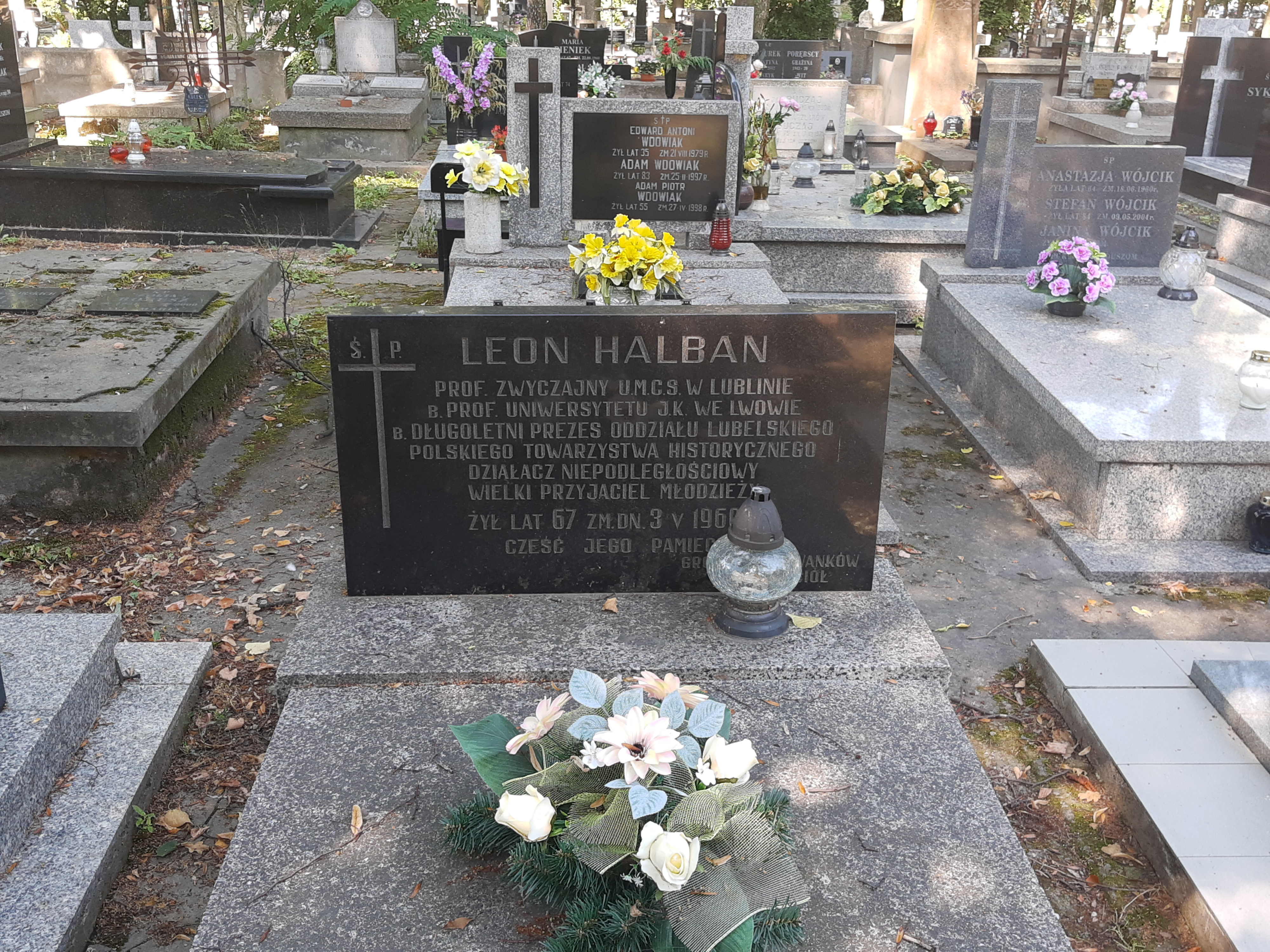
Grób prof. Leona Halbana na cmentarzu przy Lipowej

Od czasu okupacji niemieckiej poruszał się na wózku inwalidzkim, w 1959 amputowano mu nogi. Zmarł w 1960 i został pochowany na cmentarzu przy ul. Lipowej w Lublinie.

## Prace[6]
- Lichwa w nauce i prawie kościelnym, Lwów 1926
- Supremacja państwa nad Kościołem, Lwów 1927
- Społeczne ideały chrześcijaństwa w pierwszych wiekach, Poznań 1929
- Pakta laterańskie, Warszawa 1931
- Religia w Trzeciej Rzeszy, Lwów 1936
- Mistyczne podstawy narodowego socjalizmu, Lublin 1946 (wyd. II: 1948)